# Граф, Клаудио
Кла́удио Ферна́ндо Граф (исп. Claudio Fernando Graf; род. 31 января 1976[…], Баия-Бланка, Буэнос-Айрес) — аргентинский футболист, выступавший на позиции нападающего, тренер.

## Биография
Предки Клаудио Графа были поволжскими немцами. Граф начал заниматься футболом в родном городе, в команде «Линьерс», выступавшей в низших лигах чемпионата страны. В 1995 году нападающего приобрёл клуб высшего дивизиона «Банфилд». За «дрелей» Граф выступал на протяжении одного сезона, но его результативность оставляла желать лучшего и в следующем году он перешёл в «Расинг», но, сыграв лишь 2 матча за основу, отправился в «Кильмес». Однако и здесь за 15 матчей Клаусуры он ни разу не забил, хотя и играл важную роль в атакующих действиях команды. Именно в качестве атакующего полузащитника Графа приобрёл «Индепендьенте», и в этом одном из ведущих клубов Аргентины игрок провёл довольно успешные два сезона, причём во втором сезоне он действовал в связке с начинавшим профессиональную карьеру Диего Форланом, а также с Диего Кальдероном.
С 2000 по 2009 год Граф сменил 7 клубов из 4 стран — аргентинские «Колон», «Чакарита Хуниорс», «Ланус», болгарский «Литекс», турецкий «Сакарьяспор», мексиканские «Веракрус» и «Текос УАГ». Наиболее успешно Граф выступал в «Ланусе», а в сезоне 2002/03 помог «Литексу» завоевать бронзовые медали чемпионата Болгарии.
В середине 2009 года присоединился к эквадорскому ЛДУ Кито. В матчах за Рекопу против «Интернасьонала» он дважды выходил на замену и завоевал первый в своей карьере значимый трофей. В чемпионате Эквадора в 17 встречах Граф отметился 6-ю забитыми голами. Кроме того, Граф принял участие в 8 из 10 матчей ЛДУ в победном для команды розыгрыше Южноамериканского кубка (включая выход на замену в первом финальном матче), однако не сумел забить ни одного гола (для сравнения: его соотечественник и партнёр по клубу Клаудио Бьелер, ставший лучшим бомбардиром турнира, забил 8 голов в 10 матчах).
В первой половине 2010 года Граф выступал в чилийском «Коло-Коло», затем перешёл в «Химнасию» из Ла-Платы. В 2011—2012 годах выступал в «Сан-Мартине» из Сан-Хуана. По окончании сезона завершил карьеру футболиста.

## Титулы
- Обладатель Южноамериканского кубка (1): 2009
- Обладатель Рекопы (1): 2009